# Finn Hudson
Finn Christopher Hudson es un personaje de ficción de la serie de comedia estadounidense Glee. El personaje fue interpretado por el actor Cory Monteith, y ha aparecido en Glee desde su episodio piloto, emitido el 19 de mayo de 2009 en Estados Unidos. Finn fue desarrollado por los creadores de Glee, Ryan Murphy, Brad Falchuk e Ian Brennan. 
Finn es el mariscal del equipo de fútbol y novio de la capitana de las animadoras Quinn Fabray (Diana Agron), lo que lo posiciona en lo alto de la pirámide de la preparatoria McKinley. Su popularidad disminuye al unirse al club "Glee", pero pese a ello continúa formando parte y a medida que pasa el tiempo forma grandes amistades, llegando a convertirse el club en su segunda familia; se convierte en el hermanastro de Kurt Hummel (dado que su madre, Carole Hudson, mantiene un vínculo amoroso con Burt Hummel, el padre de Kurt) y comienza un romance con Rachel Berry (Lea Michele) luego de terminar con Quinn debido a varias traiciones; convirtiéndose en la pareja predestina, pero con sus infaltables idas y venidas. Sus historias lo ven luchando con su decisión de permanecer en el club, que está en la parte inferior de la escala social, mientras mantiene su reputación popular y el respeto de los otros deportistas.
Lamentablemente, para el lanzamiento de la quinta temporada, Cory Monteith había fallecido, otorgándole un emotivo homenaje al actor en los primeros episodios de la quinta entrega de la serie y a lo largo de toda ella, a través del gran personaje que construyó durante tantos años y al que dio vida de una manera inigualable. Algunos de esos homenajes fueron un capítulo especial dedicado a su sorpresiva muerte, con la despedida de sus compañeros de preparatoria, familiares y los demás personajes de la serie; una placa dedicada en el salón del club Glee con la cita "El espectáculo debe continuar... por todos lados. O algo así"; y la presentación de New Directions en las nacionales interpretando las canciones preferidas de Finn Hudson.
Monteith sintió que Finn tuvo que crecer mucho durante su tiempo en el programa. El actor dijo: "Finn comenzó como el estúpido, pero a medida que el show continúa Finn ya no es tonto, en realidad, es un poco ingenuo". Las revisiones tempranas por parte de los críticos de televisión fueron mezcladas: Todd VanDerWerff de The A.V. Club dijo que él y Michele estaban "agradables y un poco desesperados por una salida" en el episodio piloto. Al comentar sobre el quinto episodio de la primera temporada, Eric Goldman de IGN escribió: "Tenemos que ver un lado más oscuro de Finn [...] que es bueno ver esto, porque hasta ahora, Finn también ha sido un poco Recta para invertir totalmente en ". En el octavo episodio de la segunda temporada, "Furt", Tim Stack de Entertainment Weekly dijo: "Ha pasado un tiempo desde que nos enfocamos en Finn, y creo que simplemente extrañé a Cory Monteith, pero también olvidé lo bueno que puede ser un actor natural". Monteith como Finn ganó el premio Teen Choice Award 2011 para Mejor actor en Comedia y fue nominado en la misma categoría en 2010.

## Desarrollo

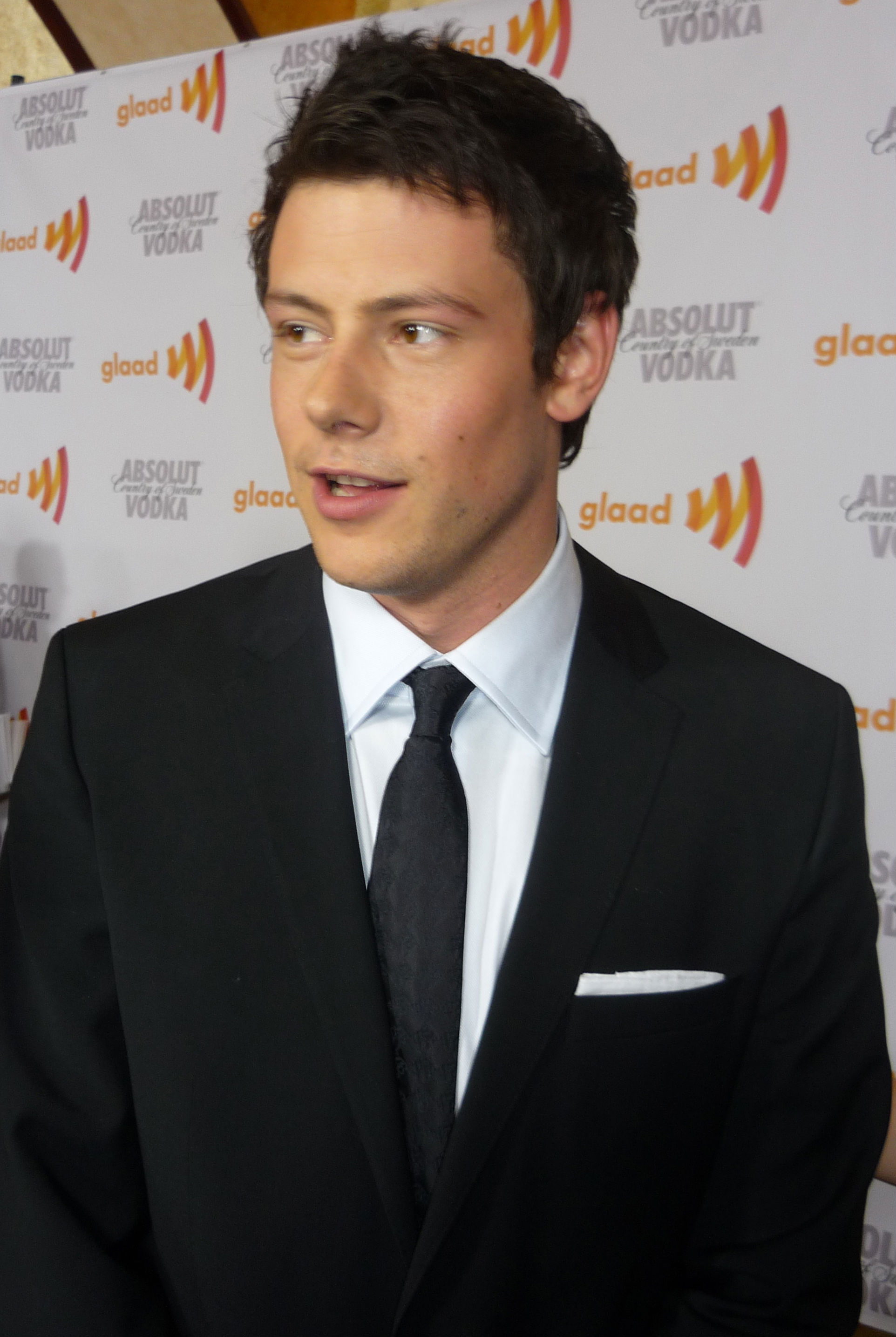
Monteith (imagen) auditiciono en el rol de Finn Hudson con un video de sí mismo tocando la batería.

Finn Hudson fue interpretado por Cory Monteith, quien ha sido retratado como "un niño" por Jerry Phillips en "Pilot" y como "un niño en edad preescolar" por Jake Vaughn en el episodio "The Substitute". Para las audiciones de Glee, Cory Monteith envió un video a Fox de él actuando una escena. Les gustó su interpretación, pero necesitaban verlo cantando -como audición para actores Glee sin experiencia teatral, se requiere demostrar que, al menos, podían cantar y bailar-. Entonces, Monteith presentó durante las audiciones unas grabaciones interpretando la canción "Can't Fight This Feeling" de la banda REO Speedwagon. Luego asistió a una audición en Los Ángeles donde demostró en vivo sus habilidades de canto, impresionando a los directores del casting de Glee. En cuanto a Monteith, él dijo: "Yo era como un montón de chicos, en busca de algo que le interese, algo que lo apasione. Todo lo que necesitas es un permiso, no solo por Glee, pero para cualquier cosa en la vida".
En noviembre de 2010, Murphy anunció que algunos miembros del club Glee se graduarían después de la tercera temporada. Murphy dijo: "Cada año vamos a formar un nuevo grupo. No hay nada más deprimente que un estudiante de secundaria con un lugar ya acomodado en la serie." Aunque Murphy dijo en julio de 2011, que Monteith sería uno de los actores que abandonarían la serie al final de la tercera temporada, Falchuk declaró posteriormente que, si bien Monteith, junto con Lea Michele (Rachel Berry) y Chris Colfer (Kurt Hummel), se graduarían a finales de la tercera temporada que "el hecho de que se estén graduando no significa que están dejando la serie". Falchuk insistió en que "nunca fue nuestro plan ni nuestra intención dejarlos ir."

## Argumento

### Temporada 1

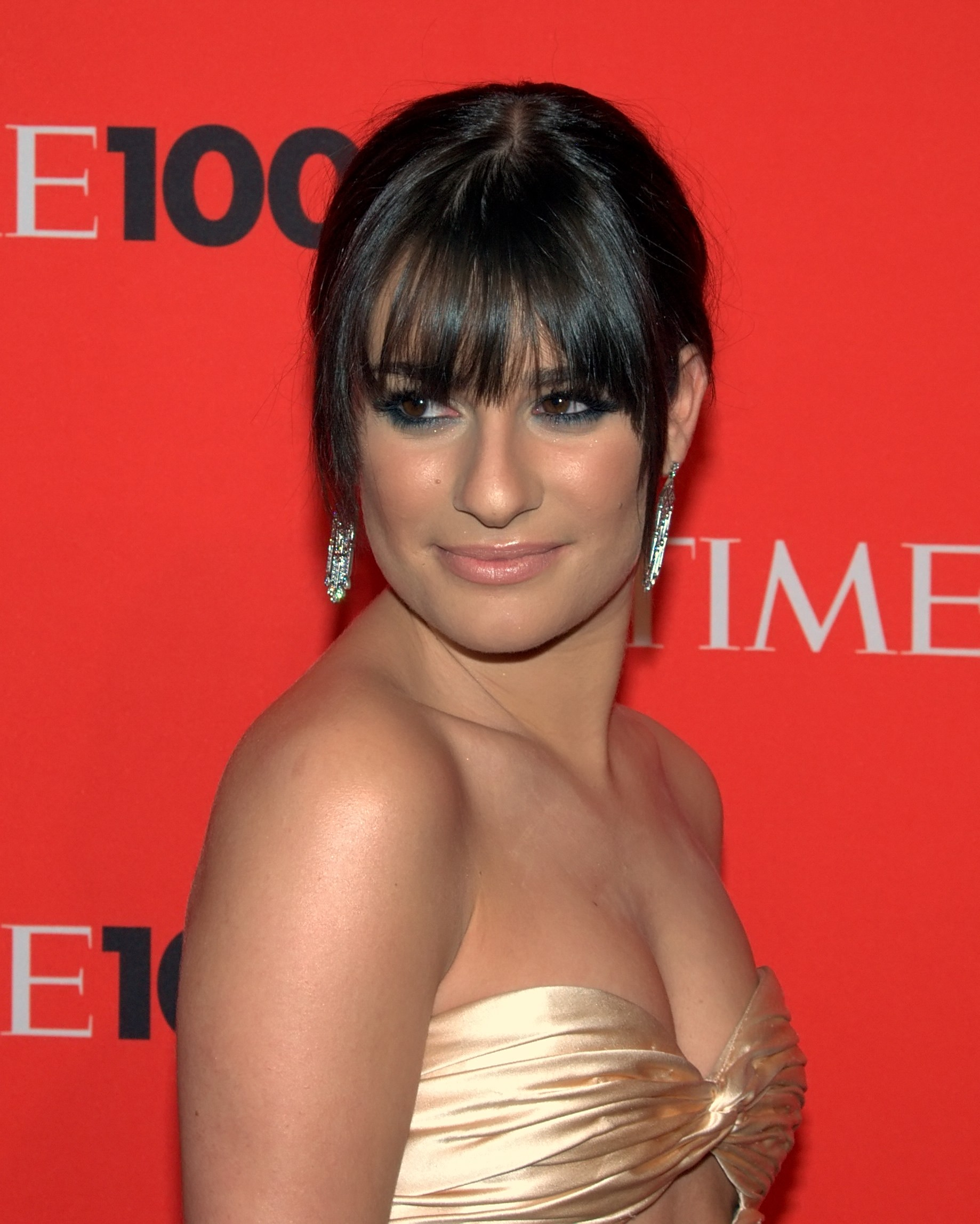
Finn mantuvo una relación con Rachel Berry (Lea Michele).

Se presenta a Finn como el mariscal de campo del equipo de futbol americano, lo que lo convierte en el chico más popular de la escuela. Sale con Quinn Fabray (Dianna Agron), quien es la capitana de las Cheerios. Él es chantajeado para unirse al club de coro de la escuela, New Directions, por su director Will Schuester (Matthew Morrison). A pesar de ser condenado al ostracismo por los jugadores de fútbol, incluyendo a su mejor amigo Puck (Mark Salling), Finn llega a disfrutar de estar en el club. Esto preocupa a su novia, Quinn,  por lo que se une también a New Directions, para mantener un ojo sobre él, pues está preocupada de que el interés de Rachel Berry (Lea Michele) sobre Finn pueda ser correspondido. Quinn descubre que está embarazada, pero el bebé no es de Finn sino de Puck (con quien tuvo una aventura); para ocultarlo ella le dice a Finn que el bebé es suyo, a pesar de que en realidad nunca tuvieron relaciones sexuales. Más adelante, Quinn le cuenta a sus padres que está embarazada lo que causa que se mude con Finn y su madre Carole (Romy Rosemont). Cuando Rachel se entera de que el padre del bebé es Puck, se lo dice a Finn, quien se pelea con Puck y luego rompe la relación con Quinn y abandona el coro enojado. Pero cuando la entrenadora de animadoras Sue Sylvester (Jane Lynch) sabotea la competencia de coros, él es capaz de dejar a un lado su enojo y volver a llevar al club a la victoria. Él y Rachel tienen una cita brevemente, pero terminan la relación para concentrarse ambos en su propio bienestar. Cuando Finn descubre que Rachel ha empezado a salir con Jesse St. James (Jonathan Groff), cantante del coro rival Adrenalina Vocal, se da cuenta de que él realmente quiere estar con Rachel.
La animadora Santana Lopez (Naya Rivera) se ofrece para ayudar a Finn a perder la virginidad y así mejorar el estatus social de ambos. Él acepta, pero luego se arrepiente de haberlo hecho y se lo dice a Rachel quien no quiere seguir con él. Ella, a su vez, falsamente afirma haber tenido relaciones sexuales con Jesse. Cuando el club alcanza la victoria en la siguiente etapa de la competencia de coros, Jesse traiciona a Rachel y rompe con ella. Cuando Finn y Rachel están a punto de subir al escenario, Finn le dice que él la ama, y a pesar de que pierden en la competencia, se convierten en una pareja y siguen saliendo hasta bien entrado el próximo año escolar.
El miembro de club Glee Kurt Hummel (Chris Colfer), que es gay, se siente atraído desde hace mucho tiempo por Finn, y trata de unir a su padre Burt (Mike O'Malley) con la madre de Finn, Carole, con la esperanza de pasar más tiempo con él. Al principio Finn se opone a la relación, preocupado de que su madre se olvidara de su difunto padre, pero cede cuando Burt le dice a Finn que le encanta Carole, aunque Kurt se siente consternado por la relación profunda entre Finn y Burt. Finn y su madre finalmente se mudan con los Hummels, pero cuando Finn -incómodo sobre el alojamiento conjunto con Kurt quien sabe se siente atraído por él pero no lo quiere admitir- utiliza un insulto homofóbico contra Kurt durante una discusión, Burt lo echa. Finn se avergüenza, y para reparar su error defiende a Kurt cuando es víctima de los matones. El próximo otoño, la intimidación contra Kurt se ha intensificado, pero Finn se niega a ponerse de pie por él está vez, pues le preocupa que pueda poner en peligro su posición de mariscal de campo. Cuando sus padres se casan, Finn utiliza su discurso de padrino como una oportunidad para pedir disculpas a Kurt, iniciando un vínculo fraternal entre los dos. En la primavera, los dos se unen para organizar el funeral de la hermana de Sue Sylvester, Jean (Robin Trocki), cuando Sue está demasiado alterada para hacerlo.

### Temporada 2
Al comienzo de la segunda temporada, Finn entra en conflicto con la nueva entrenadora del equipo de fútbol, Shannon Beiste (Dot-Marie Jones), quien lo echa brevemente del equipo, pero finalmente lo reincorporan y pronto se convierte nuevamente en el mariscal de campo. Rachel descubre la verdad sobre Finn durmiendo con Santana. Herida, se besa con Puck para vengarse de Finn; esta traición hace que rompa con ella. El equipo de fútbol se asegura un lugar en el juego de campeonato, pero la animosidad está aumentando entre los miembros de Glee y los que no lo son y está perjudicando el desempeño del equipo. Por ello, la entrenadora Beiste y Will Schuester obligan a todo el equipo de fútbol a unirse al club Glee durante una semana para resolver sus diferencias y disipar sus prejuicios. Después de un comienzo prometedor, los miembros que no pertenecen al club Glee abandonan y son expulsados del equipo; Al mismo tiempo, Sue organiza la reprogramación de las Regionales de porristas para que entren en conflicto con el campeonato de fútbol para sabotear tanto a Beiste como a Will, ya que New Directions ahora tiene que hacer el espectáculo de medio tiempo. Las animadoras, los jugadores de fútbol y Finn y Puck resuelven sus diferencias; Puck convence a los jugadores de fútbol que no son del club Glee para que actúen en el espectáculo de medio tiempo, lo que también los hará volver al equipo, mientras que Finn convence a Quinn, Santana y Brittany (Heather Morris) para dejar los Cheerios y actuar en el espectáculo. El show es un gran éxito y el equipo de fútbol gana el campeonato.
Envalentonado por llevar al equipo al campeonato, Finn pone sus ojos en un nuevo premio: Quinn, quien tiene una relación seria con el jugador de fútbol americano y nuevo miembro del club glee Sam Evans (Chord Overstreet). Después de instalar una cabina de besos aparentemente para recaudar dinero para el club Glee, Finn logra besar a Quinn y hacen una cita. Aunque Quinn finalmente decide quedarse con Sam, el se entera de que ella lo engañó con Finn y rompe con ella. Finn y Quinn se reúnen, hacen campaña juntos para el rey y la reina del baile y van juntos al baile de graduación, pero Finn es expulsado por pelear con un Jesse que ha regresado por Rachel, y el rey y la reina del baile son ganados por otros estudiantes. Finalmente, Finn vuelve a romper con Quinn porque se da cuenta de lo profundos que son sus sentimientos por Rachel. En las Nacionales, cuando New Directions está a punto de subir al escenario, Finn le ruega a Rachel que vuelva con él, pero aunque ella profesa su amor, se niega, aún dividida entre su sueño de toda la vida de llegar al estrellato en Broadway y su amor por él. Al final de su dueto, "Pretending", escrito por Finn, la audiencia responde con un silencio incómodo mientras Rachel y Finn se besan; en consecuencia, el club no logra ubicarse en las Nacionales. De vuelta en Ohio, Rachel le dice a Finn que se mudará a Nueva York para asistir a la universidad y que no volverá; él le recuerda que tienen un año entero hasta la graduación y se besan, renovando su relación.

### Temporada 3
A medida que comienza el nuevo año escolar, Finn, ya estudiante de último año, tiene problemas para descubrir qué quiere hacer con su vida después de graduarse. Esto se complica cuando Finn no es reclutado para jugar fútbol en la universidad, como esperaba. Él y Rachel deciden tener sexo juntos por primera vez. Santana, que se ha unido a los Troubletones, comienza a acosarlo implacablemente. Después de que una disculpa falsa lo lleva al límite, Finn le dice que simplemente "salga del armario" y la acusa de ser una cobarde por derribar a otras personas. solo porque no puede admitir ante todos que está enamorada de Brittany. 
Son escuchados por una chica, cuyo tío se está postulando contra Sue en una campaña del Congreso, y él usa el lesbianismo de Santana contra Sue en un comercial de la campaña, efectivamente "exhibiéndola". Santana, devastada por esto, abofetea a Finn, pero luego afirma que fue una "bofetada en el escenario" para evitar que la suspendieran. Para consolidar su relación, Finn le pide a Rachel que se case con él; la boda está programada para después de la competencia Regional, que gana New Directions, pero se cancela después de que Quinn resulta gravemente herida en un accidente automovilístico camino a la ceremonia. Cambian la fecha de la boda para después de la graduación, pero después de que Finn no logra ingresar a su escuela de actuación de Nueva York mientras ella ha sido aceptada por la suya y decide esperar un año, él la envía a Nueva York sin él y le dice que se ha alistado en el ejército con el fin de "liberarla" para cumplir sus sueños. 

### Temporada 4
Finn no ha estado en contacto con Rachel o Kurt durante todo el verano y hasta el otoño, los dos amigos ahora están compartiendo habitación en Brooklyn mientras Rachel asiste a NYADA, pero reaparece inesperadamente ya que se le ha dado una baja temprana del ejército después de lesionarse. Él descubre que ella besó a Brody (Dean Geyer), un estudiante mayor de NYADA, y sintiendo que él no pertenece a su mundo en Nueva York, regresa a Lima sin decírselo. Luego ella rompe con él. En Lima, Finn está trabajando nuevamente en la tienda de neumáticos de Burt y Artie solicita su ayuda para codirigir el musical de la escuela, Grease, que había sido la sugerencia de Finn. Cuando Rachel viene a ver el musical, su reunión no va bien, y aceptan abstenerse de contactarlos cuando Rachel visite Lima en el futuro. Will se toma un permiso de ausencia de McKinley para ser miembro de un panel de cinta azul en Washington D. C., por lo que a partir de ese momento, Finn se convierte en el director interino de New Directions. Mientras él tiene un comienzo difícil en la posición, llegan a aceptarlo como su líder. En las Seccionales, el club Glee pierde ante los Warblers después de que Marley (Melissa Benoist) se desmaya en el escenario, interrumpiendo la actuación. Después, Finn hace lo que puede para mantener al club unido y finalmente tiene éxito a pesar de la oposición de Sue ya que ella ha privado a New Directions del espacio de ensayo en la escuela. Los Warblers están descalificados, y New Directions es nuevamente elegible para competir en Regionales haciendo que la sala del coro les sea devuelta.
Finn recluta a Emma, que está inmersa en los preparativos de la boda antes del regreso de Will, para que lo ayude a juzgar una competencia del club glee para determinar qué miembro es la mejor diva. Cuando la encuentra en pánico por los arreglos de la recepción, la besa. Cuando Emma huye de la iglesia el día de la boda, Finn se culpa a sí mismo, pero Rachel lo aclara, y él y Rachel se acuestan después de la recepción. Más tarde, ella admite que la relación nunca habría funcionado porque la estaba usando para tratar de superar su dolor por Finn. Rachel luego le agradece su intervención en "Sweet Dreams" cuando ella lo llama para que le aconseje sobre cómo elegir una canción para la audición de la próxima reposición en Broadway de Funny Girl.

### Temporada 5
"The Quarterback", el tercer episodio de la quinta temporada, comienza tres semanas después del funeral de Finn. No se da ninguna causa de muerte pero Kurt, en una voz en off, explica que no son las circunstancias de la muerte de Finn lo que importa, sino cómo vivió su vida.

### Temporada 6
En el episodio paralelo al Piloto, "2009", los miembros originales del club Glee tienen dudas acerca de que Finn sea el líder del club. Después de hablar de lo diferente que es Finn de los demás deportistas, deciden dejarlo en el club. La escena se traslada a New Directions, con Finn, cantando Don't Stop Believing.
En "A Wedding", Burt y Carole le dicen a Kurt y Blaine, que se han comprometido, que Finn les enseñó a vivir al máximo cada día.
En el final de la serie "Dreams Come True", la vicepresidenta de los Estados Unidos, Sue Sylvester, vuelve a dedicar el auditorio de McKinley High para ser nombrado en honor a Finn.

## Interpretaciones musicales
Como Finn es el protagonista principal de la serie más frecuente en el número de New Directions las características Monteith en un gran numerosas actuaciones musicales que han sido lanzadas como singles disponible para su descarga digital y también aparecen en los álbumes de la banda sonora de la serie.A menudo comparte pistas vocales con la cantante principal femenina, Rachel, como en la canción de cierre del episodio piloto, Journey "Don't Stop Believin", single que ha vendido más de un millón de copias y ha sido disco de platino en los EE. UU. y Australia.
Como Finn, Monteith fue un cantante principiante cuando el show comenzó. En una entrevista con GQ Alex Pappademus, señaló que desde el principio "se podía oír el de Ajuste automático".
Excluyendo una escena del piloto de él cantando una parte de "Can't Fight This Feeling" en la ducha, las primeras canciones de Finn en solitario no son hasta el décimo episodio de la serie: "Balada". Finn canta "I Wanna Sex You Up" en Acafellas, que él piensa que es suyo, y luego canta "(You're) Having My Baby" de Quinn, la madre del niño, delante de sus padres, que responden por el desalojar a ella desde la casa de la familia. Él tiene dos números en solitario más adelante en la temporada."Hello, I Love You" de The Doors, caracterizado por Bobby Hankinson del Houston Chronicle como "uno de los mejores interpretaciones vocales de Finn hasta la fecha", y "Jessie's Girl" por Rick Springfield; la última canción trazado entre los diez primeros en Australia, Canadá e Irlanda y fue certificado de oro en Australia, uno de los únicos tres sencillos de Glee que han recibido la certificación de oro en ese país.
Finn canta con mayor frecuencia en la segunda mitad de la primera temporada, ya que aparece en más de una docena de canciones, entre ellas varias con Rachel. Sin embargo, en la segunda temporada de Glee, tiene liderazgo en menos canciones que en la primera, aunque de nuevo canta una parte significativa con Rachel, incluyendo los duetos "Don't Go Breaking My Heart", "With You I'm Born Again", "Last Christmas", y el tema aparentemente escrito por él en la final de la temporada en el capítulo "Pretending". Su primera actuación en solitario de la segunda temporada, es en el episodio que canta la canción de REM " Losing My Religion ". Adam Anders productor musical la serie dijo que Monteith "tenía una idea un poco diferente" acerca de cómo la canción debe ser realizada. Mientras Anders "siempre trae las canciones muy positiva, muy optimista", sintió que la canción "estaba expresando una traición", y con Finn sintiendo al mismo tiempo la traición y la ira, Monteith quería su actuación para reflejar eso. Anthony Benigno de la Daily News realizó comentarios positivos sobre la disposición de la canción de Monteith, y calificó el desempeño de una "A", pero Erica Futterman de la Rolling Stone criticó el acuerdo, y dijo que la actuación de Monteith fue "más incómodo que de inspiración". Otro sencillo de Finn fue "I've Gotta Be Me" en el episodio "Born This Way".